# Regimiento de Infantería 23 (Bolivia)
El Regimiento de Infantería 23 (RI-23) «Max Toledo» es un regimiento del Ejército de Bolivia perteneciente a la Primera Brigada Mecanizada y con base en la ciudad y municipio de Viacha, provincia de Ingavi, departamento de La Paz. Funge también como centro de reclutamiento de conscriptos.
En la década de 1970, el Ejército reorganizó sus fuerzas, y el Regimiento 23 pasó a integrar la 1.ª División.